# Mindenki Jamie-ről beszél (musical)
A Mindenki Jamie-ről beszél (eredeti címe Everybody's Talking About Jamie) egy színpadi musical, amelynek középpontjában a felnőtté válás áll, Dan Gillespie Sells zenéjével és Tom MacRae könyve alapján és az ő szövegeivel. A musicalt a 2011-es Jamie: Drag Queen at 16 brit televíziós dokumentumfilm ihlette Jenny Popplewell rendezésében. A musical a 16 éves brit iskolás, Jamie Campbell követi igaz történet alapján, ahogy legyőzi az előítéleteket és a zaklatást, hogy kilépjen a sötétségből, és drag queen legyen.

## Cselekmény

### Első felvonás
A 11. évfolyamos diákoknak a sheffieldi Mayfield iskolában pályaválasztási órájuk van. Tanáruk, Miss Hedge megpróbálja lekötni a diákok figyelmét, és megkérdezi őket, hogy mik szeretnének lenni, ha elhagyják az iskolát. Próbálkozásai sikertelenek, és az osztály dühöngő és zavarodott minden alkalommal, amikor valaki újat választ. A 16 éves Jamie New csendben ül hátul, magazint olvas és álmodozik, miközben az osztálya lázadást okoz. ("And You Don't Even Know It") Amikor felkérik, Jamie elmondja az osztálynak, hogy előadó szeretne lenni, de Miss Hedge azt mondja neki, hogy legyen igazi. ("And You Don't Even Know It - Tag")
Jamie háza, a hátsó udvarban található. Jamie anyja, Margaret, és az ő legjobb barátja, Ray pletykálnak és isznak, miközben az utolsó simításokat végzik Jamie születésnapi dekorációján. Jamie egy ajándékot kap, amikor belép, és elmeséli nekik kiábrándító pályaválasztási óráját. Margaret ad Jamie-nek egy kártyát az apjától, amelyen egy versenyautó kép van az elején, majd előállít egy cipős dobozt, amelyben egy pár élénkpiros magassarkút a Meadowhallból. Jamie izgatottan próbálja fel őket, és bár eleinte megbotlik bennük, hamarosan az udvaron táncol bennük. Margaret és Ray eltűnnek, miközben Jamie kissé bizonytalan lesz önmagával. ("The Wall in My Head") Margaret és Ray gyertyáktól lángoló tortával térnek vissza. Jamie elfújja a gyertyákat, és kíván valamit
A következő nap az iskolában Jamie megmutatja legjobb barátjának, Prittinek az új cipőjét, majd Dean által (aki az iskolai zaklató) félbeszakítódik. Gúnyolja Prittit muszlimsága miatt, és Jamie-t, amiatt hogy meleg. Jamie visszaszól Deannek, erre ő megszégyenülve távozik. Pritti arra biztatja Jamie-t, hogy női ruhában menjen a bálba ("Spotlight"). Jamie ezután a magas sarkújában körbevonul az osztályteremben ("Spotlight (Reprise) (Show Star)").
Egy drag queen ruházatot kínáló helyi boltban, a Victor's Secretben Jamie összebarátkozik Hugoval (az üzlet tulajdonosa), és megismeri Hugo drag queen múltját ("The Legend of Loco Chanelle (and the Blood Red Dress)"). Hugo lefoglalja Jamie első drag-show-ját a helyi szórakozóhelyen, és segít Jamie-nek kiválasztani a ruháját ("The Legend of Loco Chanelle (and the Blood Red Dress) (Reprise)").
Eközben Margaret találkozik Jamie apjával, ahol elárulja, hogy hazudott Jamie-nek az apjáról, beleértve azt is, hogy minden születésnapján születésnapi képeslapot kell írnia tőle. Jamie apja azt mondja Margaretnek, hogy nem akar semmi köze Jamiehez, azzal érvelve, hogy ő nem is egy "igazi fiú". Margaret azon töpreng, milyen lenne az élete, ha soha nem találkozna Jamie apjával ("If I Met Myself Again").
Az iskolában Jamie betolja Prittit egy mozgássérült WC-be, hogy segítsen Jamie-t kisminkelni. Miss Hedge fedezi fel őket együtt, de Pritti elmondja neki, hogy Jamie sminkjét készíti egy művészeti projekthez. Miss Hedge elmondja Jamie-nek, hogy büszke lehet arra, hogy egy művészeti projekt, és körbevezeti az iskolában sminkben. Jamie, akit kezdetben zavarba hozott a figyelem, úgy dönt, hogy büszke lesz magára, és elmondja az iskolának, hogy aznap este drag show-t tart a helyi éjszakai klubban, a Legs Eleven-ben ("Work of Art").
A Legs Elevenen kívül Jamie beleütközik Deanbe, aki visszataszítónak nevezi. A klubban Margaret és Ray egy csapat drag queen-t mutattak be: Laika Virgint, Tray Sophisticayt és Sandra Bollockt. Hugo bukkan fel, most Loco Chanelle-nek öltözve, az ő drag alteregója. Jamie befut, hogy elmondja nekik, amit Dean mondott, nem tudja folytatni. Jamie az öltözőjében találja meg azt a ruhát, amelyet a Victor's Secretnél csodált, és a címkéjén a „Love Dad” felirat szerepel, valamint egy virág Jamie apjától. Loco Chanelle a többi drag queen segítségével bátorítja Jamie-t, hogy találja meg drag énjét, akit Jamie Mimi Me-nek hív ("Over The Top"). Miközben Loco bejelenti Jamie-t, Dean és társai „minger”-t énekelnek, miközben látjuk Jamie-t, ahogy húzódik. ("Out Of The Darkness").

### Második felvonás
Másnap az iskola nyüzsög a Jamie drag-debütálásáról szóló hírektől ("Everybody's Talking About Jamie"). Jamie élénkkék szemhéjfestékben és hosszú szempillákkal érkezik az iskolába. Miss Hedge ismét felszólítja Jamie-t, hogy "hadja abba a polgárpukkasztását", és Dean tovább gúnyolja Jamie-t, de Jamie megcsókolja őt bosszúból, amitől Dean összezavarodik.
Otthon Jamie megmutatja Margaretnek és Raynek új báli ruháját, amely most lerövidült és működni képes villogó lámpákkal van felszerelve. Margaret aggódik, lehet ez túl sok ("Limited Edition Prom Night Special"). Csörög a telefon, Jamie-t és Margaret-et hívják az iskolába.
Jamie, Margaret és Ray elmennek az iskolába, hogy találkozzanak Miss Hedge-vel, aki elmondja Jamie-nek, hogy pletykák keringtek arról, hogy bálon fog részt venni, de a lány nem engedi. Jamie csalódott, és úgy tűnik, Dean mindent tud a dologról.
Pritti hálószobájában Jamie arról panaszkodik Prittinek, hogy nem fogják engedni, hogy elmenjen a bálba. Pritti azt mondja Jamie-nek, hogy menjen sima női ruhában – ne drag ruhában. Jamie kitart amellett, hogy Mimi Me nélkül csúnya, de Pritti megnyugtatja Jamie-t, hogy messze nem csúnya ("It Means Beautiful"). Jamie elárulja, hogy amikor nyolc éves volt, apja édesanyja esküvői ruhájában találta, és dühös volt. Ekkor még értetlenül áll, hogy miért fizetett a ruháért és vett virágot, ha nem támogatja őt drag queenként. Pritti azt javasolja, hogy Jamie menjen el apja házába, és beszéljen vele. Mielőtt elmegy, Jamie arcon csókolja Prittit ("It Means Beautiful (Reprise)").
Jamie apjának házában Jamie apja elárulja, hogy nem tudott Mimi Me-ről, és undorítónak nevezi Jamie-t. Azt mondja Jamie-nek, hogy nem fizetett sem a ruháért sem a virágokért. Jamie rájön, hogy mindezt csak az anyja tette az apja helyett("Ugly in This Ugly World").
Otthon Jamie azon vitatkozik Margarettel, hogy miért hazudott neki ennyi éven át. Jamie Margaret arcába sikolt, és kiviharzik. Margaret, akit magára hagytak, arról énekel, hogy mindig szeretni fogja Jamie-t, bármi is történjen ("He's My Boy").
Jamie cidertől részegen bolyong az utcákon. Három helyi fiú megkeresi, és megverik őt, miközben homofób megjegyzéseket kiabálnak rá. ("And You Don't Even Know It (Bus Station Reprise)"). Jamie-t Hugo védi, aki felszólítja Jamie-t, hogy menjen haza, és kérjen bocsánatot az anyjától.
Jamie megfogadja Hugo jótanácsát, és bocsánatot kérnek egymástól ("My Man, Your Boy").
A bálban minden tanuló nagyon izgatott ("Prom Song"). Pritti belép, sminkben és báli ruhában. Minden lány szereti, de Dean úgy dönt, hogy zaklatni fogja őt. Végül kiáll magáért, majd felfedi Jamie-t, fehér báli ruhában. Miss Hedge kijön az iskolából, és megtagadja Jamie bejövetelét a bálba. Az összes tanuló ekkor már kint áll, és Jamie nevét skandálják, amíg Miss Hedge végül beengedi Jamie-t. Jamie megvárja, amíg mindenki bemegy, majd kihívja Deant. Jamie arra biztatja Deant, hogy legyen kedves csak egy éjszakára, amibe Dean beleegyezik, és kéz a kézben mennek be a bálba ("Finálé").
Ráadásként a szereplők előadják az "Out of the Darkness (A Place Where We Belong)" című művét.

## Szerepek és főbb szereposztások
| Karakter                       | Sheffield          | West End                       | UK tour                                   | Los Angeles                  | UK tour and London                           |
| Karakter                       | (2017)             | (2017)                         | (2021)                                    | (2022)                       | (2023)                                       |
| ------------------------------ | ------------------ | ------------------------------ | ----------------------------------------- | ---------------------------- | -------------------------------------------- |
| Jamie New                      | John McCrea        | John McCrea                    | Layton Williams                           | Layton Williams              | Ivano Turco                                  |
| Margaret New                   | Josie Walker       | Josie Walker                   | Amy Ellen Richardson                      | Melissa Jacques              | Rebecca Mckinnis                             |
| Pritti Pasha                   | Lucie Shorthouse   | Lucie Shorthouse               | Sharan Phull                              | Hiba Elchikhe                | Talia Palamathanan                           |
| Leigh/Ray†                     | Mina Anwar         | Mina Anwar                     | Shobna Gulati                             | Shobna Gulati                | Shobna Gulati                                |
| Hugo Battersby / Loco Chanelle | Charles Dale       | Phil Nichol                    | Shane Richie Bianca Del Rio (Roy Haylock) | Bianca Del Rio (Roy Haylock) | John Partridge Kevin Clifton Darren Day      |
| Miss Hedge                     | Tamsin Carroll     | Tamsin Carroll                 | Lara Denning                              | Gillian Ford                 | Hayley Tamaddon Giovanna Fletcher Sam Bailey |
| Dean Paxton                    | Luke Baker         | Luke Baker                     | George Sampson                            | George Sampson               | Jordan Ricketts                              |
| Laika Virgin                   | Spencer Stafford   | Vileda Moppe (Alex Anstey)     | Mary Mac (John Paul McCue)                | David O’Reilly               | Ky Kelly (Anthony Glyde)                     |
| Jamie's Dad (Wayne New)        | Spencer Stafford   | Ken Christiansen               | Cameron Johnson                           | Cameron Johnson              | Akshay St Clair                              |
| Sandra Bollock                 | Raj Ghatak         | Vinegar Strokes (Daniel Jacob) | Cameron Johnson                           | Leon Craig                   | Garry Lee                                    |
| Tray Sophisticay               | James Gillan       | James Gillan                   | Rhys Taylor                               | James Gillan                 | David Mcnair                                 |
| Becca                          | Gabrielle Brooks   | Lauran Rae                     | Talia Palamathanan                        | Talia Palamathanan           | Annabelle Laing                              |
| Bex                            | Harriet Payne      | Harriet Payne                  | Jessica Meegan                            | Harriet Payne                | Jessica Daugirda                             |
| Fatimah                        | Courtney Bowman    | Courtney Bowman                | Jodie Knight                              | Jodie Knight                 | Rhiannon Bacchus                             |
| Vicki                          | Kirstie Skivington | Kirstie Skivington             | Kazmin Borrer                             | Kazmin Borrer                | Liv Ashman                                   |
| Mickey                         | Barney Hudson      | Ryan Hughes                    | Ellis Brownhill                           | Ryan Hughes                  | Thomas Walton                                |
| Sayid                          | Kush Khanna        | Jordan Cunningham              | Adam Taylor                               | Adam Taylor                  | Geoff Berrisford                             |
| Cy                             | Shiv Rabheru       | Shiv Rabheru                   | Richard Appiah-Sarpong                    | Richard Appiah-Sarpong       | Joshian Angelo Omana                         |
| Levi                           | Daniel Davids      | Daniel Davids                  | Simeon Beckett                            | Zion Battles                 | Luca Moscardini                              |

†Leigh karakterét a sheffieldi produkcióban Ray-re nevezték át a West End átigazolása miatt.
Wayne New karakterének nem adnak nevet a színpadi produkcióban; művészi döntés született, hogy a színészeket „Jamie apjának” nevezik.

### Jelentős West End cserék
- Jamie: Layton Williams[6]
- Ray: Shobna Gulati[7]
- Hugo: Lee Ross,[8] Shane Richie,[9] Bianca Del Rio,[10] Bill Ward,[11] Rufus kopó[12]
- Miss Hedge: Michelle Visage,[13] Hayley Tamaddon,[14] Faye Tozer,[15][16] Rita Simons,[17] Preeya Kalidas,[18] Katy Brand[19]

## Zenei számok
| Első felvonás - "And You Don't Even Know It" – Jamie, Miss Hedge & Year 11 - "And You Don't Even Know It Tag" - Jamie - "The Wall in My Head" – Jamie - "Spotlight" – Pritti & Year 11 Girls - "Spotlight (Reprise) (Star of the Show)" – Jamie & Pritti - "The Legend of Loco Chanelle (and the Blood Red Dress)" – Hugo & the Legs Eleven Girls - "The Legend of Loco Chanelle (and the Blood Red Dress)" (Reprise) – Hugo - "If I Met Myself Again" – Margaret - "Work of Art" – Miss Hedge, Jamie, Dean & Year 11 - "Over the Top" – Hugo & the Legs Eleven Girls - “Out Of The Darkness” - Offstage Ensemble | Második felvonás - "Everybody's Talking About Jamie" – Year 11 - "Limited Edition Prom Night Special" – Jamie, Ray & Margaret - "It Means Beautiful" – Pritti - "It Means Beautiful" (Reprise) – Pritti - "Ugly in This Ugly World" – Jamie’s Dad - "He's My Boy" – Margaret - "And You Don't Even Know It" (Bus Station Reprise) – Jamie - "My Man, Your Boy" – Jamie & Margaret - "The Prom Song" – Year 11 - "Finale" – Company - "Out of the Darkness (A Place Where We Belong)" – Company |

### Hangszerelés
Dan Gillepsie-Sells eredetileg a musicalt hangszerelte:
- Zongora-karmester (billentyűzet 1)
- Basszus/szinti basszusgitár
- Gitár/billentyűk 2/mandolin
- Tenor szaxofon
- Trombita/Flugelkürt/Piccolo
- Harsona †
- Ütőhangszerek
- Dobok

† Az egyesült királyságbeli turné produkciójához csökkentett hangszerelést hoztak létre, 8 fős zenekarról 7 tagúra, a harsona részt eltávolítva.

### Zenei felvételek

#### Koncepciós album (2017)
2017. február 15-én a Wilton Way Records kiadott egy albumot Everybody's Talking About Jamie (The Concept Album) címmel, John McCrea közreműködésével a sheffieldi produkcióból. Sophie Ellis-Bextor, Betty Boo, Dan Gillespie Sells és Josie Walker éneke is szerepelt benne.
 

#### Eredeti West End szereplők albuma (2018)
2018. április 27-én az Everybody's Talking About Jamie (Original West End Cast Recording), amely a West End összes szereplőjét és a musical zeneszámait tartalmazza, megvásárolhatóvá vált CD-n és online a Broadway Records-on keresztül.</link>

## Produkciók

### Sheffield és West End (2017–2021)
A musicalt 2017. február 13-án mutatták be a sheffieldi Crucible Színházban, a február 8-i előzeteseket követően, rövid vetítését február 25-én fejezte be, Jonathan Butterell rendezésében. A musical 2017. november 6-tól átkerült az Apollo Theatre West End -ére, és a Crucible Theatre szereplőinek többsége visszatér.
A műsor 2020. március 17-én szünetet tartott a COVID-19 világjárvány következtében. A műsor 2020. december 12-én tért vissza, többek közt közösségi távolságtartási intézkedésekkel a közönség körében. A bemutató mindössze négy nappal később zárult. A show újraindult a még érvényben lévő társadalmi távolságtartási intézkedésekkel 2021. május 20-án A show szünetet tartott 2021. szeptember 26-tól.

### Brit turné (2020-2022)
A brit turné 2020. február 8-án kezdődött, a Lyceum Theatre-ben, Sheffieldben nyílik meg Layton Williams és Shane Richie főszereplésével, megismételve Jamie és Hugo/Loco Chanelle szerepét a West End produkcióból. 2020 márciusában azonban a COVID-19 világjárvány miatt a turné leállni kényszerült.
2021 májusában bejelentették, hogy a turné Salfordban, a The Lowryban 2021. szeptember 1-jén indul újra. Loco Chanelle szerepét Bianca Del Rio játszotta bizonyos helyszíneken.

### Szöul (2020)
A koreai produkció a szöuli LG Arts Centerben nyílt meg 2020. július 4. és szeptember 11. között. Négy színész; 2AM's Jo Kwon, a NU'EST Ren, az Astro's MJ és Shin Joo-hyup zenés színházi színész osztozott Jamie szerepében.

### Japán (2021)
A japán produkciót 2021 februárjában jelentették be. Bejelentették, hogy a musicalt három városban mutatják be: Tokióban (július 8. – augusztus 29., Brillia HALL), Oszakában (szeptember 4–12., Shin Kabukiza) és Aichiban (szeptember 25. és 26., Aichi Prefectural Art Theater). A tokiói új COVID-korlátozások miatt a premier augusztus 8-ra csúszott. A szereplők között Win Morisaki és Fu Takahashi osztoznak Jamie New szerepében. A szereplők között olyan régóta ismert előadók is szerepelnek, mint Zen Ishikawa Hugoként, Chizu Hosaka Rayként, Kiyotaka Imai Jamie apjaként, Sandra Bollock és Keigo Yoshino pedig Laika Virginként.

### Los Angeles (2022)
A musical amerikai premierjét a Los Angeles -i Ahmanson Színházban tartották 2022. január 16. és február 20. között Layton Williams és Bianca Del Rio játszotta Jamie New és Hugo/Loco Chanelle szerepét.

### Ausztrál turné (Meg nem valósult)
Az előadás a tervek szerint 2020. július 18-tól indult volna ausztráliai turnéra, a Sydney-i Operaházban, majd a Sydney Coliseum Színházba (szeptember 4. és 13.között), a The Art House Wyongba (október 1. és 4. között), valamint a Melbourne Művészeti Központba (október 9 és 25.-ike között), Queensland Performing Arts Centre, Brisbane (november 13-29 között), Canberra Theatre Center (december 11-13 között), His Majesty's Theatre, Perth (2021. január 22-31 között) és Her Majesty's Theatre, Adelaide (február 5-14. között). A COVID-19 világjárvány miatt azonban az előadásokat törölték.

### Olaszország (2022–2023)
Az olasz produkciót 2020-ban jelentették be. A debütálás 2022-ben lesz Rómában, a Brancaccio Színházban. Az első olasz turnéra 2023-ban kerül sor.

### Brit turné és London (2023–2024)
2022 júniusában jelentették be, hogy a produkció ismét az Egyesült Királyságban turnézik, majd a salfordi The Lowryban kezdődik 2023 szeptemberétől, 2024 júliusáig Tartalmaz majd egy 2024. február 8-tól március 23-ig tartó londoni visszatérést is a Peacock Theatre -ben.

### Mexikó (2023)
A musical első spanyol nyelvű produkcióját 2023. április 14-én mutatták be a mexikóvárosi Teatro Manolo Fabregasban. A műsor főszereplője Joaquin Bondoni mexikói énekes és tévésztár, valamint Nelson Carreras guatemalai énekes, mindketten Jamie New szerepében.

### Svédország (2023)
2023. szeptember 1-jén mutatták be a musical első svéd produkcióját a malmői operában Oscar Pierrou Lindénnel a főszerepben, Hugo szerepében pedig Loa Falkman operaénekes.

## Kritikai fogadtatás
A musical általában pozitív kritikákat kapott.
Ann Treneman (The Times magazintól) a West End-i indulás megerősítése után úgy kommentálta: "Egy nagyon ritka öt csillagot adtam neki. Abban a pillanatban, amikor véget ért, az egész közönség egy személyként felemelkedett. Úgy gondolom, hogy ugynolyan hatása lehet, mint a Dear Evan Hansen című musical, amely éppen a New York-i Tony-díjátadót vitte el, ekkora siker. Később kijelentette, hogy "Ez egy sláger anyag, és megérdemelt egy esélyt, hogy a Shaftesbury Avenue-n legyen. Most megvan."
Clare Brennan, a The Observer munkatársa kijelentette, hogy "a drámából hiányzik a lendület, de a puszta tobzódás magában hordozza ezt a felnőtté válásról szóló mesét... Ennek ellenére ez még mindig egy megható, vicces és örömteli produkció." Dominic Cavendish a The Daily Telegraph- ban írt négycsillagos kritikájában kijelentette: „Nem tudok olyan musicalre gondolni, amely annyira felpörgett volna (például egy rekordot, bébi), mint ez a vicces, felháborító, megható, de píszi-zászlót lengető műsor... Az előadás egy jó közérzetű boldogságbuborékot küld. Ha azonban túl sokat gondolsz rá, akkor a buborék felszúródik."
Mark Shenton, a The Stage nagyra értékelte a show-t, így kommentálta: "Hamarosan mindenkinek az Everybody's Talking About Jamie- ről kell beszélnie. Ez az új brit musical bátor és felháborító."

## Élő színpadi forgatás
2018. július 5-én a musicalt élőben közvetítették a brit és ír mozikban. Később Ausztráliában vetítették.

## Filmadaptáció
2018 májusában bejelentették, hogy a musicalt játékfilmmé alakítják. 2019 júniusában bejelentették, hogy a filmet a 20th Century Fox forgalmazza, amelyet aztán 2019-ben a The Walt Disney Company vásárol meg. Több késés után a tervek szerint 2021. február 26-án jelent meg, mielőtt törölték, és eladták a terjesztési jogokat (Kína kivételével) az Amazon Studiosnak, és a tervek szerint 2021. szeptember 17-én jelent meg az Amazon Prime Videonál. A film szereplői között Max Harwood szerepel Jamie szerepében; Sarah Lancashire mint Margaret; Richard E. Grant mint Hugo és Shobna Gulati mint Ray. Mások a film szereplői között Lauren Patel; Layton Williams ; Sharon Horgan ; Ralph Ineson ; John McCrea ; Samuel Bottomley ; Lewis és James Sharp (The Sharp Twins); Ramzan Miah ; Zane Alsaroori és Noah Leggott. A 75. British Academy Film Awards BAFTA - díjra jelölték a kiemelkedő brit filmért.

## Fordítás
Ez a szócikk részben vagy egészben  az   Everybody's Talking About Jamie című angol Wikipédia-szócikk ezen változatának fordításán alapul.  Az eredeti cikk szerkesztőit annak laptörténete sorolja fel. Ez a jelzés csupán a megfogalmazás eredetét és a szerzői jogokat jelzi, nem szolgál a cikkben szereplő információk forrásmegjelöléseként.